# Nevýhoda tahu
Nevýhoda tahu (často také Zugzwang, z německého „vynucený tah“), je termín z kombinatorické teorie her a speciálně šachové terminologie. Označuje pozici, při které je pro hráče nevýhodné, že musí táhnout. Ideální by pro něho bylo nedělat nic.

## Matematické hry
Ve hře červeno-modrý hackenbush je každý tah nevýhodný. Plynou z toho některé vlastnosti: například můžeme hry se stejnou hodnotou lineárně uspořádat – neexistují v něm fuzzy hry a každá hra odpovídá nějakému nadreálnému číslu.
V piškvorkách oproti tomu nevýhodné tahy neexistují: díky tomu na ně můžeme aplikovat argument o kradení strategie a dokázat tak, že začínající hráč má neprohrávající strategii. V šachách si tím jisti být nemůžeme, protože v nich takové pozice jsou a nevíme, nepatří-li mezi ně počáteční rozestavení desky: je to však krajně nepravděpodobné.

## Šachy
V situaci s velkým množstvím potenciálních tahů je zpravidla obtížné ukázat, že některý hráč má nevýhodu tahu. Proto se známá nevýhoda tahu vyskytuje až na výjimky v koncovkách, zvláště pěšcových. V běžné hře se vyskytuje vzácně, zato často v šachových úlohách.
|   | a                                                             | b                                                             | c                                                             | d                                                             | e                                                             | f                                                             | g                                                             | h                                                             |   |
| 8 | c6 černý pěšec · d6 bílý král · b5 černý král · c5 bílý pěšec | c6 černý pěšec · d6 bílý král · b5 černý král · c5 bílý pěšec | c6 černý pěšec · d6 bílý král · b5 černý král · c5 bílý pěšec | c6 černý pěšec · d6 bílý král · b5 černý král · c5 bílý pěšec | c6 černý pěšec · d6 bílý král · b5 černý král · c5 bílý pěšec | c6 černý pěšec · d6 bílý král · b5 černý král · c5 bílý pěšec | c6 černý pěšec · d6 bílý král · b5 černý král · c5 bílý pěšec | c6 černý pěšec · d6 bílý král · b5 černý král · c5 bílý pěšec | 8 |
| 7 | c6 černý pěšec · d6 bílý král · b5 černý král · c5 bílý pěšec | c6 černý pěšec · d6 bílý král · b5 černý král · c5 bílý pěšec | c6 černý pěšec · d6 bílý král · b5 černý král · c5 bílý pěšec | c6 černý pěšec · d6 bílý král · b5 černý král · c5 bílý pěšec | c6 černý pěšec · d6 bílý král · b5 černý král · c5 bílý pěšec | c6 černý pěšec · d6 bílý král · b5 černý král · c5 bílý pěšec | c6 černý pěšec · d6 bílý král · b5 černý král · c5 bílý pěšec | c6 černý pěšec · d6 bílý král · b5 černý král · c5 bílý pěšec | 7 |
| 6 | c6 černý pěšec · d6 bílý král · b5 černý král · c5 bílý pěšec | c6 černý pěšec · d6 bílý král · b5 černý král · c5 bílý pěšec | c6 černý pěšec · d6 bílý král · b5 černý král · c5 bílý pěšec | c6 černý pěšec · d6 bílý král · b5 černý král · c5 bílý pěšec | c6 černý pěšec · d6 bílý král · b5 černý král · c5 bílý pěšec | c6 černý pěšec · d6 bílý král · b5 černý král · c5 bílý pěšec | c6 černý pěšec · d6 bílý král · b5 černý král · c5 bílý pěšec | c6 černý pěšec · d6 bílý král · b5 černý král · c5 bílý pěšec | 6 |
| 5 | c6 černý pěšec · d6 bílý král · b5 černý král · c5 bílý pěšec | c6 černý pěšec · d6 bílý král · b5 černý král · c5 bílý pěšec | c6 černý pěšec · d6 bílý král · b5 černý král · c5 bílý pěšec | c6 černý pěšec · d6 bílý král · b5 černý král · c5 bílý pěšec | c6 černý pěšec · d6 bílý král · b5 černý král · c5 bílý pěšec | c6 černý pěšec · d6 bílý král · b5 černý král · c5 bílý pěšec | c6 černý pěšec · d6 bílý král · b5 černý král · c5 bílý pěšec | c6 černý pěšec · d6 bílý král · b5 černý král · c5 bílý pěšec | 5 |
| 4 | c6 černý pěšec · d6 bílý král · b5 černý král · c5 bílý pěšec | c6 černý pěšec · d6 bílý král · b5 černý král · c5 bílý pěšec | c6 černý pěšec · d6 bílý král · b5 černý král · c5 bílý pěšec | c6 černý pěšec · d6 bílý král · b5 černý král · c5 bílý pěšec | c6 černý pěšec · d6 bílý král · b5 černý král · c5 bílý pěšec | c6 černý pěšec · d6 bílý král · b5 černý král · c5 bílý pěšec | c6 černý pěšec · d6 bílý král · b5 černý král · c5 bílý pěšec | c6 černý pěšec · d6 bílý král · b5 černý král · c5 bílý pěšec | 4 |
| 3 | c6 černý pěšec · d6 bílý král · b5 černý král · c5 bílý pěšec | c6 černý pěšec · d6 bílý král · b5 černý král · c5 bílý pěšec | c6 černý pěšec · d6 bílý král · b5 černý král · c5 bílý pěšec | c6 černý pěšec · d6 bílý král · b5 černý král · c5 bílý pěšec | c6 černý pěšec · d6 bílý král · b5 černý král · c5 bílý pěšec | c6 černý pěšec · d6 bílý král · b5 černý král · c5 bílý pěšec | c6 černý pěšec · d6 bílý král · b5 černý král · c5 bílý pěšec | c6 černý pěšec · d6 bílý král · b5 černý král · c5 bílý pěšec | 3 |
| 2 | c6 černý pěšec · d6 bílý král · b5 černý král · c5 bílý pěšec | c6 černý pěšec · d6 bílý král · b5 černý král · c5 bílý pěšec | c6 černý pěšec · d6 bílý král · b5 černý král · c5 bílý pěšec | c6 černý pěšec · d6 bílý král · b5 černý král · c5 bílý pěšec | c6 černý pěšec · d6 bílý král · b5 černý král · c5 bílý pěšec | c6 černý pěšec · d6 bílý král · b5 černý král · c5 bílý pěšec | c6 černý pěšec · d6 bílý král · b5 černý král · c5 bílý pěšec | c6 černý pěšec · d6 bílý král · b5 černý král · c5 bílý pěšec | 2 |
| 1 | c6 černý pěšec · d6 bílý král · b5 černý král · c5 bílý pěšec | c6 černý pěšec · d6 bílý král · b5 černý král · c5 bílý pěšec | c6 černý pěšec · d6 bílý král · b5 černý král · c5 bílý pěšec | c6 černý pěšec · d6 bílý král · b5 černý král · c5 bílý pěšec | c6 černý pěšec · d6 bílý král · b5 černý král · c5 bílý pěšec | c6 černý pěšec · d6 bílý král · b5 černý král · c5 bílý pěšec | c6 černý pěšec · d6 bílý král · b5 černý král · c5 bílý pěšec | c6 černý pěšec · d6 bílý král · b5 černý král · c5 bílý pěšec | 1 |
|   | a                                                             | b                                                             | c                                                             | d                                                             | e                                                             | f                                                             | g                                                             | h                                                             |   |

V jednoduchém příkladě vpravo hráč, který je na tahu, prohraje: jeho král musí totiž ustoupit, takže ztratí jediného pěšce. Oboustranné nevýhody tahu se někdy nazývají Trébuchet.